# 司马迁墓和祠
35°22′16″N 110°24′26″E / 35.37111°N 110.40722°E

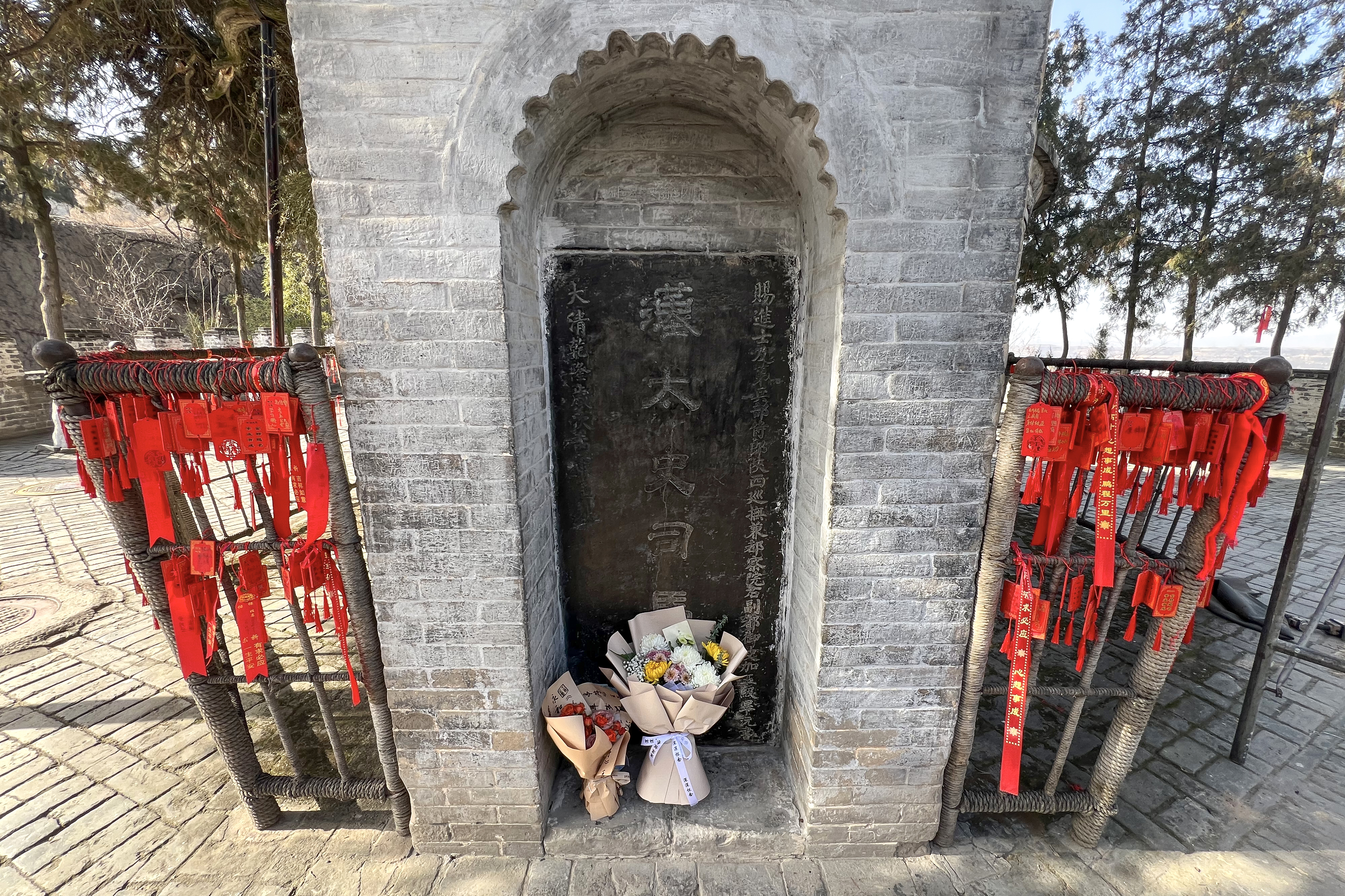
司马迁墓碑

司马迁墓和祠位于中国陕西省韩城市芝川镇，是西汉史学家司马迁的墓及后世为其所建的祠庙，1982年被列为第二批全国重点文物保护单位。

## 历史

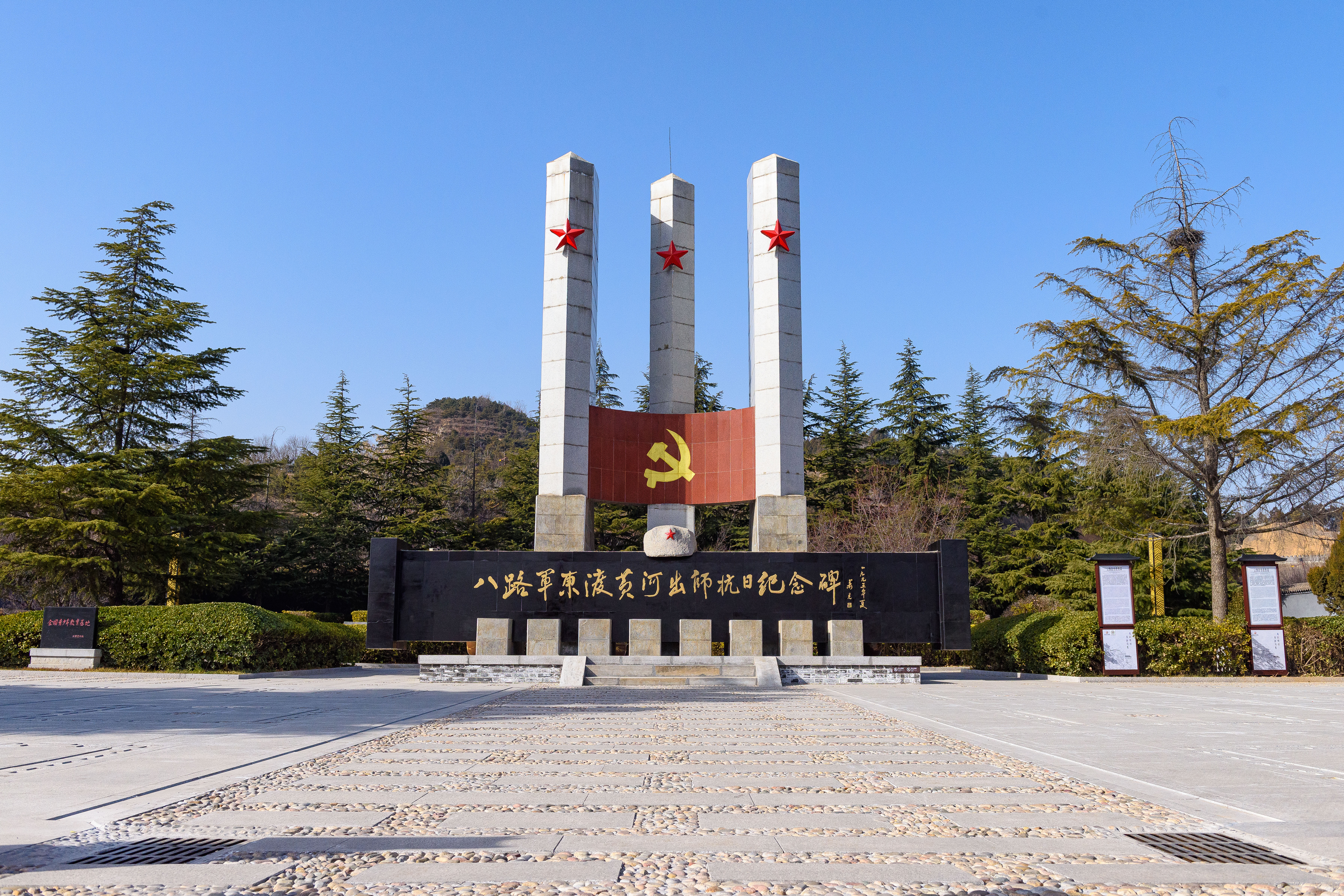
已被纳入司马迁祠景区范围内的八路军东渡黄河出师抗日纪念碑

司马迁墓和祠建于夏阳古渡旁，地处黄河西岸的小山岗上，当地称“太史高坟”。祠庙经唐至清各代修建，颇具规模。祠正中为献殿和寝宫，均为宋代建筑。献殿过堂式，面阔五间，进深三间，悬山顶。寝宫重修于北宋靖康元年（1126年），面阔三间，进深一间，悬山顶，斗栱四铺作单栱单昂。司马迁墓圆形，砖砌墓身，上有古柏一株，传说为汉代所植，墓碑书“汉太史司马公墓”，为清乾隆四十一年（1776年）陕西巡抚毕沅所书。
有观点认为，文化大革命期间，由于当时毛泽东在《为人民服务》一文中引用了司马迁“人固有一死，或重于泰山，或轻于鸿毛”的说法，使得祠墓在文革中免遭破坏。
2014年，司马迁墓和祠被评为国家4A级旅游景区，景区范围也有所扩展，其东部建于1995年的八路军东渡黄河出师抗日纪念碑也被纳入司马迁祠景区范围内。